# Piotr Borkowski (dyrygent)
Piotr Borkowski (ur. 8 marca 1963 w Warszawie) – polski dyrygent, absolwent Akademii Muzycznej im. F. Chopina w Warszawie w klasie dyrygentury prof. Bogusława Madeya.

## Życiorys
W 1989, po wykonaniu koncertu dyplomowego z Orkiestrą Symfoniczną Filharmonii Narodowej, otrzymał dyplom z wyróżnieniem. W tym samym roku został asystentem w Katedrze Dyrygentury w AMiFC. W 1997 r. uzyskał kwalifikacje artystyczne I stopnia w zakresie dyrygentury. Swą edukację muzyczną doskonalił na kursie dyrygenckim w Wiedniu w 1993 r. pod kierunkiem Hansa Grafa, jako stypendysta Wiener Meisterkurse für Musik oraz w 1995 r. w Accademia Musicale Chigiana w Sienie u Myung-Whung Chunga i Iliji Musina, gdzie otrzymał Diploma di Merito.
W lutym 1995 brał udział w konkursie na stanowisko dyrygenta asystenta Bostońskiej Orkiestry Symfonicznej, kwalifikując się do ścisłego finału i mając okazję dyrygować zespołem. W sierpniu 1995 r. uczestniczył w Międzynarodowym Konkursie Dyrygenckim Antonio Pedrotti w Trento i otrzymał Diploma di Merito.
Koncertował z wieloma polskimi orkiestrami symfonicznymi i zespołami kameralnymi. Dyryguje poza granicami kraju, m.in. we Francji, Niemczech (w Sali Filharmoników Berlińskich), Włoszech, Szwecji, USA, Korei Południowej i na Ukrainie z takimi orkiestrami jak: Boston Symphony, Berliner Symphoniker, Sofia Symphony, Dniepropietrowska Filharmonia, Kosice Janacek Philharmonic i in. Brał udział w wielu festiwalach (Warszawska Jesień 1986 – debiut dyrygencki) w kraju i za granicą. Ma na swoim koncie wiele prawykonań utworów kompozytorów polskich i koreańskich, w tym polskie prawykonanie oratorium F. Nowowiejskiego Powrót Syna Marnotrawnego. Dokonał wielu nagrań radiowych (m.in. z WOSPR) oraz płytowych (z orkiestrą Filharmonii Olsztyńskiej, Orkiestrą Akademii Muzycznej im. Fryderyka Chopina, Orkiestrą Suwon University i Korean Chamber Ensemble) dla wytwórni krajowych i zagranicznych (“SKARBO”, “Acte Prealable”, SPV GmbH, “Kukje Recording Studio”, „DUX”, Global Sound Media i „NAXOS”).
W latach 1991–1994 był dyrektorem naczelnym i artystycznym, a od 1994 do 1997 r. dyrektorem artystycznym Państwowej Filharmonii im. F. Nowowiejskiego w Olsztynie. W 1994 został zaproszony, jako gościnny profesor dyrygentury, do Keimyung University w Daegu (Korea Południowa). W tym samym roku został pierwszym gościnnym dyrygentem Daegu Philharmonic Orchestra, z którą wielokrotnie koncertował, m.in. na Festiwalu Orkiestr Koreańskich w Seulu. Współpracuje regularnie również z Pusan Sinfonietta, Seoul National Symphony Orchestra, New Seoul Philharmonic, Daegu City Symphony Orchestra, Korean Symphony, Bucheon Philharmonic, Seoul Baroque to Modern Symphony Orchestra i Korean Chamber Ensemble.
W latach 1996–2001 był profesorem dyrygentury w Daegu Hyosung Catholic University, a od 2001 wykłada na University of Suwon, gdzie prowadzi klasę dyrygentury i jest dyrygentem orkiestry akademickiej. Od 2008 do 2011 był dyrektorem artystycznym Kyeongii Festival Orchestra. W latach 2010–2012 był dyrektorem artystycznym Centrum Edukacji Artystycznej – Filharmonia Gorzowska.
W 2011 powrócił do Polski, by objąć stanowisko dyrektora artystycznego w nowo powstałej Filharmonii Gorzowskiej. Jest założycielem Orkiestry Filharmonii Gorzowskiej. W latach 2014–2016 był dyrektorem artystycznym Symphony Orchestra of India w Bombaju.
Od 2018 jest profesorem dyrygentury w Akademia Sztuki w Szczecinie.